# Elo Šándor
Elo Šándor (8. března 1896, Vrbové – 9. ledna 1952, Bratislava) byl slovenský spisovatel a publicista.

## Život
Narodil se v rodině tesaře. Vzdělání získal na měšťanské škole ve svém rodišti a následně v letech 1911–1914 na obchodní akademii v Kolíně. Aktivně se zúčastnil bojů první světové války, pracoval jako bankovní úředník, úředník ve firmě Figaro, a následně opět jako bankovní úředník v Bratislavě a v Košicích. Roku 1939 byl jako odpůrce režimu Slovenského štátu nějaký čas vězněn v Ilavě. Účastnil se Slovenského národního povstání. Od roku 1945 až do své smrti byl ředitelem Investiční banky v Bratislavě.

## Tvorba
Byl představitelem realistické poetiky. Většina jeho tvorby je humorně laděná, založená na situačním humoru a anekdotismu. Jeho díla se vyznačují životním optimismem a "lidovým selským rozumem", hlavně však jednoduchým vypravováním jednoduchých příběhů. Témata čerpá z venkovského prostředí, přičemž v přímé řeči hojně využívá záhorácké a východoslovenské nářečí. V jeho díle se rovněž objevují prvky politické satiry.

## Dílo

### Drama
- 1922 – Pán otec Kašník, debutová divadelní hra o vdavkách mlynářovy dcery

### Próza
- 1927 – Sváko Ragan z Brezovej, tři svazky (zfilmované v roce 1976)
- 1929 – Pamäti náhradného učiteľa, životopis učitele na vrbovských kopanicích
- 1930 – Od Laborca, Hornádu, od Váhu i Dunaja, humoristické obrázky a črty
- 1933 – Figliari, humoristický soubor povídek
- 1935 – Rozmarné historky, satirické humoresky, čerpající z období po první světové válce
- 1936 – Zákonodarci, politická satira
- 1945 – Pozor na mužov, humoresky
- 1945 – Byrokrati, humoristické obrázky o obecních úřednících
- 1945 – Rozprávky z priečinka, satirické kresby úředníků z maloměsta

### Publicistika
- 1936 – Moje dojmy z ciest po ZSSR, politická publicistika
- 1937 – Bratislava – Moskva (II. vydání 1945)
- 1946 – Lesná správa, memoárová novela o odboji
- 1947 – Ilava, reportáže z internačního tábora

### Soukromé tisky
- 1938 – Navštívil som Kolowratský palác v Prahe
- 1942 – Holubiar
- 1946 – Panská nemoc
- 1948 – Fekúlium